# Некрасова, Анна Алексеевна
Анна Алексеевна Некрасова (18 мая 1913, Саратов — 5 июня 2003, Москва) — советский и российский театральный режиссёр и педагог; народная артистка РСФСР (1990), лауреат Государственной премии РСФСР им. К. С. Станиславского (1985).

## Биография
Родилась 18 мая 1913 года в Саратове.
В 1933 году окончила балетное отделение Хореографического техникума Большого театра. В 1938 году окончила режиссёрский факультет ГИТИСа (курс А. Д. Попова).
В 1936—1937 годах работала режиссёром-ассистентом в Свердловском драматическом театре. С 1938 года служила в Горьковском ТЮЗе, а с 1941 года — в Горьковском театральном коллективе им. Крупской. В 1943—1944 годах была художественным руководителем Горьковского драматического театра им. Чкалова.
В 1947—2003 годах работала режиссёром Центрального детского театра. Одновременно с 1957 года до середины 1980-х годов была художественным руководителем Драматической студии театра.
С 1948 года преподавала в ГИТИСе.
Скончалась 5 июня 2003 года на 91-м году жизни в Москве. Похоронена на Троекуровском кладбище (участок № 5).

## Семья
- Отец — Алексей Дмитриевич Некрасов (1874—1960), зоолог, эмбриолог, историк науки, переводчик.
- Мать — Лидия Ивановна Некрасова (урожденная Яковлева, по первому мужу Иловайская; 1879—1942). Дочь Ивана Яковлева, чувашского просветителя и педагога. Работала переводчицей, знала восемь языков и по роду деятельности контактировала с иностранцами. В 1937 году была репрессирована по обвинению: шпионаж в пользу Англии и Америки. Умерла в Нижнеколымском лагере. В 1958 году реабилитирована[2].
- Муж — оперный режиссёр, педагог Борис Александрович Покровский (1912—2009), народный артист СССР.
  - Дочь — актриса, театральный режиссёр Алла Борисовна Покровская (1937—2019), народная артистка РСФСР (1985).
    - Внук — актёр Михаил Олегович Ефремов (род. 1963).

  - Сын — музыкант Александр Борисович Покровский (род. 1944), пианист, концертмейстер Московской консерватории.

## Награды и премии
- Заслуженная артистка РСФСР (8.03.1960).
- Государственная премия РСФСР имени К. С. Станиславского за постановку спектакля «Отверженные» по В. Гюго (1983) на сцене ЦДТ (1985).
- Народная артистка РСФСР (1990)[3].
- Медаль ордена «За заслуги перед Отечеством» II степени (23.12.2001)[4].

## Работы в театре
- 1947 — «Как закалялась сталь» Н. А. Островского (совместно с В. Колесаевым)
- 1947 — «Красный галстук» С. Михалкова (совместно с Л. Волковым)
- 1949 — «Дубровский» А. С. Пушкина (совместно с В. Колесаевым)
- 1949 — «Тайна вечной ночи» И. В. Луковского (совместно с В. Товстоноговым)
- 1950 — «Романтики» Э. Я. Цюрупы
- 1951 — «Горе от ума» А. С. Грибоедова (совместно с М. О. Кнебель)
- 1951 — «Володя Дубинин» В. А. Гольдфельда по повести Л. Кассиля и М. Поляновского «Улица младшего сына» (совместно с В. Колесаевым)
- 1952 — «Конёк-Горбунок» по П. П. Ершову (совместно с М. О. Кнебель)
- 1952 — «Мёртвые души» по Н. В. Гоголю (совместно с М. О. Кнебель)
- 1953 — «Доходное место» А. Н. Островского
- 1954 — «Судьба барабанщика» И. Романовича по повести А. Гайдара
- 1955 — «Приключения Чиполлино» по Дж. Родари
- 1955 — «Оливер Твист» Ч. Диккенса (совместно с М. О. Кнебель)
- 1957 — «Сомбреро» С. В. Михалкова
- 1958 — «Том Сойер» М. Твена
- 1959 — «Золотой ключик» по А. Н. Толстому
- 1961 — «Семья» И. Попова (совместно с М. О. Кнебель)
- 1961 — «Приключения Кроша» А. Рыбакова
- 1962 — «Пристань „Кувшинка“» Г. Карпенко
- 1963 — «Один страшный день» Ю. Сотника
- 1964 — «Чудеса в полдень» Г. Мамлина
- 1965, 1990 — «Снежная королева» Е. Л. Шварца
- 1966 — «Хижина дяди Тома» А. Я. Бруштейн по повести Г. Бичер-Стоу
- 1968 — «Питер Пэн» Дж. Барри
- 1968 — «Зыковы» М. Горького
- 1968 — «Девочка и апрель» Т. Ян
- 1968 — «Удивительный год» М. Пролежаевой (совместно с В. Дудиным)
- 1970 — «Дом под солнцем» Т. Ян
- 1973 — «Двенадцатая ночь, или Что угодно» У. Шекспира
- 1975 — «Емелино счастье» Р. Сефа, В. Новацкого
- 1976 — «Печальный однолюб» С. Соловейчика
- 1977 — «Лесная песня» Леси Украинки
- 1981 — «Шишок» А. Л. Александрова
- 1983 — «Отверженные» по В. Гюго (совместно с А. В. Бородиным)
- 1984 — «Бонжур, месье Перро!» Н. Слепаковой
- 1986 — «Ловушка № 46, рост второй» Ю. П. Щекочихина (совместно с А. В. Бородиным)
- 1988 — «Баня» В. В. Маяковского (совместно с А. В. Бородиным)
- 1989 — «Между небом и землёй жаворонок вьётся» Ю. П. Щекочихина (совместно с А. В. Бородиным)
- 1992 — «Король Лир» У. Шекспира (совместно с А. В. Бородиным)
- 1994 — «Большие надежды» Чарльза Диккенса (совместно с А. В. Бородиным)
- 1996 — «Маленький лорд Фаунтлерой» по Ф. Бёрнетт

## Фильмография
- 1976 — Король Матиуш Первый (телеспектакль)